# Yalal Tankong Jala
Yalal Tankong Jala är en ort i Gambia. Den ligger i regionen North Bank, i den centrala delen av landet, 100 km öster om huvudstaden Banjul. Antalet invånare var 649 vid folkräkningen 2013.